# Algona (Waszyngton)
Algona – miasto w Stanach Zjednoczonych, w stanie Waszyngton, w hrabstwie King.